# Моральная паника
Мора́льная па́ника (англ. moral panic) — социальный феномен, заключающийся в распространении в обществе массовой истерии относительно чего-либо (будь то идеология, тенденция развития общества, человек или группа людей), якобы угрожающего безопасности общества и/или его моральным ценностям. Главной характеристикой моральной паники является непропорциональность реакции на угрозу, когда события, имеющие тривиальное значение, вызывают эпизоды широко распространённого беспокойства и страха.

## Характеристика
Словосочетание moral panic впервые появилось в англоязычной прессе в 1830 году, однако научное исследование этого явления началось с работы социолога и криминолога Стэнли Коэна «Народные дьяволы и моральная паника», опубликованной в 1972 году. Также Маршалл Маклюэн употреблял этот термин ранее в своей книге «Понимание медиа» (1964).
Антрополог Д. В. Громов отмечает, что большую роль в формировании и распространении моральной паники играют СМИ. Именно они, согласно Коэну, способны быстро и драматично создавать определённые социальные проблемы и вызывать появление новых моральных паник. При этом, их широкое освещение в СМИ способно не только придать определённым социальным группам, несущим или якобы несущим общественную угрозу, гипертрофированно негативное значение, но и, наоборот, создать им рекламу, закладывая канон субкультурного образца и обеспечивая приток новых членов в разрекламированные сообщества.
Социологи Нахман Бен-Йегуда и Эрих Гуд в качестве основных признаков моральной паники указывают следующие:
- Уверенность в том, что поведение социальной группы, вызвавшей панику, оказывает негативное влияние на общество;
- Демонизация вышеуказанной социальной группы, чёткое разделение на «мы» и «они»;
- Требование «немедленно принять жёсткие меры» — как правило, неоправданно жёсткие по сравнению с реальной угрозой со стороны данной группы (если таковая вообще существует);
- Согласие большей части общества с тем, что оно находится перед лицом серьёзной опасности. Не обязательно, чтобы все поголовно члены общества были убеждены в этом — достаточно наличия небольшой, но организованной и настойчивой группы пропагандистов и неспособности жертв паники дать им адекватный ответ;
- Моральная паника, как правило, очень быстро сходит на нет и забывается после прекращения нагнетания истерии в средствах массовой информации или же после появления другой популярной темы для обсуждения в обществе (см. феномен информационного шума).

Д. В. Громов отмечает, что моральные паники могут провоцироваться и умышленно, с целью манипуляции массовым сознанием и формирования нужного общественного климата.

### Классификация агентов, вызывающих моральную панику
Социологи Эрих Гуд и Нахман Бен-Йегуда выделили три типа агентов, которые могут спровоцировать моральную панику.
- «Низовая модель», предполагающая, что моральная паника идёт «снизу вверх» и возникает спонтанно как ответ на некоторый социальный стресс.
- «Элитистская модель», предполагающая, что моральная паника является результатом целенаправленных и вполне сознательных действий политической элиты.
- «Модель заинтересованных групп», предполагающая, что моральная паника исходит от «заинтересованных групп», в роли которых выступают различные профессиональные ассоциации, ангажированные журналисты, религиозные группы, общественные движения и т. п.

Массовые страхи и тревоги обычно остаются неясными и смутными без действий политиков, журналистов и общественных активистов, которые их публично артикулируют. Таким образом «низовая модель» обеспечивает топливо для моральной паники, активисты организуют её фокус, интенсивность и направление, а элиты могут использовать её в своих интересах.

## Примеры
В качестве примеров моральной паники Филип Дженкинс называет охоту на ведьм в средневековой Европе, еврейские погромы, репрессии против «врагов народа» при Сталине, маккартизм, сатанинскую панику в США 1980-х годах, а также педоистерию. В докладе Комиссии по незаконному обороту наркотиков, сообществам и государственной политике Королевского общества искусств было также отмечено, что решение начать «войну с наркотиками» было продиктовано не столько рациональными причинами, сколько моральной паникой.
Примером нагнетания моральной паники в современном российском обществе, по мнению Московской Хельсинкской группы и профессора Университета Дикина Кэя Уилкинсона, является истерия вокруг ЛГБТ.
Японский юрист Коити Хамаи отмечает, что несмотря на то, что Япония является страной с весьма низким уровнем преступности, в 1990-х годах благодаря изменению методики учёта преступлений в японском обществе распространилось мнение, что уровень преступности резко возрос (и что преступления становятся всё более тяжкими). В итоге моральная паника из-за «рушащегося безопасного общества» даже повлияла на итоги выборов 2003 года.
Часто нагнетанию моральной паники способствует распространение в обществе городских легенд, например о существовании в социальных сетях «групп смерти», связанных с игрой «Синий кит», возникшей из-за нескольких подростковых самоубийств.